# Cantone di Montataire
Il Cantone di Montataire è una divisione amministrativa dell'arrondissement di Senlis e dell'arrondissement di Clermont.
A seguito della riforma approvata con decreto del 20 febbraio 2014, che ha avuto attuazione dopo le elezioni dipartimentali del 2015, è passato da 10 a 15 comuni.

## Composizione
I 10 comuni facenti parte prima della riforma del 2014 erano:
- Blaincourt-lès-Précy
- Cramoisy
- Maysel
- Mello
- Montataire
- Précy-sur-Oise
- Saint-Leu-d'Esserent
- Saint-Vaast-lès-Mello
- Thiverny
- Villers-sous-Saint-Leu

Dal 2015 i comuni appartenenti al cantone sono i seguenti 15:
- Balagny-sur-Thérain
- Blaincourt-lès-Précy
- Cires-lès-Mello
- Cramoisy
- Foulangues
- Maysel
- Mello
- Montataire
- Précy-sur-Oise
- Rousseloy
- Saint-Leu-d'Esserent
- Saint-Vaast-lès-Mello
- Thiverny
- Ully-Saint-Georges
- Villers-sous-Saint-Leu